# Ian Hamilton (militär)
Ian Standish Monteith Hamilton, född 16 januari 1853, död 12 oktober 1947, var en brittisk militär.
Hamilton blev officer vid infanteriet 1872, överste 1891, generalmajor 1899, generallöjtnant 1901, general 1907 och erhöll avsked 1919. Hamilton deltog i kriget mot Afghanistan 1878-80 och mot boerna 1881, där han svårt sårades i slaget vid Majuba, samt vidare i fälttågen i Egypten 1884-85 och Burma 1886-87. Efter huvudsaklig tjänstgöring i Indien blev han vid Boerkrigets utbrott 1899 brigadchef i Natal och 1901 generalstabschef hos Horatio Herbert Kitchener. Under rysk-japanska kriget var Hamilton brittisk militärattaché vid japanska högkvarteret, 1905-09 chef för södra militärdistriktets trupper i England, 1909-10 generalkvartermästare och 1910-14 befälhavare för de brittiska stridskrafterna i Medelhavsländerna samt generalinspektör för kolonialtrupperna. Vid första världskrigets utbrott blev Hamilton högste befälhavare över stridskrafterna i Storbritannien men erhöll 1915 befälet över den till Dardanellerna avsända expeditionen. På grund av meningsskiljaktigheter med regeringen hemkallades han dock i oktober samma år men den tillsatta Dardanellerkommissionen friade honom i sin 1920 utkomna Report i stort sett från ansvaret för företagets misslyckande. Efter hemkomsten beklädde Hamilton 1915-19 befattningen som kommendant på Towern i London. Han har utgett A staff officer's scrap book (2 band, 1906-07), Compulsory service (1910), Gallipoli diary (2 band, 1920), The soul and body of an army (1921) samt The friends of England (1923).